# Funambola
Albums de Patrizia Laquidara
Indirizzo portoghese
(2003) Il canto dell'anguana
(à publier)
Funambola est un album de Patrizia Laquidara sorti en 2007.
Il est inspiré aux gestes du funambule Philippe Petit, qui marcha sur un fil tendue entre les deux tours de New York.

## Titres
1. Pioggia senza zucchero - 3.36 - (P. Laquidara)
2. Se qualcuno - 3.45 - (P. Laquidara, A. Canto)
3. Senza pelle - 4.00 - (G. Casale - R. Tarantino)
4. Nuove confusioni - 4.00 - (P. Laquidara)
5. L'equilibrio è un miracolo - 4.08 - (P. Laquidara, E. Cirillo - A. Canto)
6. Le cose - 3.08 - (P. Laquidara, Kaballà - P. Laquidara, G. Mancini)
7. Addosso - 3.20 - (P. Laquidara - A. Canto)
8. Ziza - 3.49 - (A. Canto, P. Laquidara - A. Canto)
9. Chiaro e gelido mattino - 4.12
10. Oppure no - 2.57 - (P. Laquidara, A. Canto)
11. Va dove il mondo va - 4.22 - (G. Fabbris - J. Barbieri)
12. Personaggio - 5.07 - (A. M. Lindsay, M. Gibbs, Kassin - adatt. in italiano P. Laquidara, L. Gemma)
13. Noite e luar - 4.14 - (P. Laquidara)

## Singles
- Le cose, sorti en 2007.
- Ziza, sorti en 2008 et employé aussi dans un vidéo musical et pour la présentation du concert de Lisbonne, pour la Festa do Cinema Italiano.
- Personaggio, sorti en 2008 et employé en 2009 comme présentation de la deuxième édition de la Festa do Cinema Italiano.

## Musique pour les films
- Noite e luar a été utilisé dans le film Leçons d'amour à l'italienne (Manuale d'amore), par Giovanni Veronesi, sorti en 2005.